# Притча про кохання
«Притча про кохання» — радянський художній фільм 1975 року, знятий режисером Булатом Мансуровим на кіностудії «Казахфільм».

## Сюжет
Розповідь про високе почуття двох закоханих.

## У ролях
- Жанна Куанишева — Алма
- Джамбул Худайбергенов — Таїр
- Лариса Волченко — Марійка
- Леонтій Полохов — Крапівін
- Бікен Рімова — Сара-Апа
- Олексій Буряк — Микола
- Кененбай Кожабеков — роль другого плану
- Дарига Тналіна — адміністратор готелю
- Михайло Токарєв — роль другого плану
- Гаврило Бойченко — роль другого плану
- Тамара Кротова — Таня

## Знімальна група
- Режисер — Булат Мансуров
- Сценаристи — Булат Мансуров, Едуард Тропінін
- Оператор — Енуар Даулбаєв
- Композитор — Олександр Луначарський
- Художник — Віктор Тихоненко